# 楊奥妃
楊 奥妃（よう おうひ、481年 - 509年12月9日）は、北魏の京兆王元愉の妻。西魏の文帝の母。字は婉瀴。

## 経歴
元愉は徐州にいたときに、歌声を聞いて気に入った楊奥妃を側室として納れた。刺史を退任して洛陽に帰ると、元愉は楊奥妃を正室に立てたいと考え、右中郎将の李恃顕を楊奥妃の義父とし、李姓を名乗らせた。しかし宣武帝は皇后于氏の妹を元愉の正室とした。元愉は気に入らず、于氏と会おうとしなかった。于皇后は李氏（楊奥妃）を宮中に召し出すと、殴り倒して、尼にすることを強制した。翌年、皇后の父の于勁の請求で、李氏は元愉のもとに帰された。元愉はますます李氏を愛した。
508年（永平元年）8月、元愉は冀州で反乱を起こし、建平元年と元号を立て、李氏を皇后に冊立した。反乱は失敗に終わり、元愉は野王で自害し（一説に高肇が殺させたという）、妊娠していた李氏は洛陽に送られた。元愉の遺腹の娘の元明月を出産後、李氏は509年12月9日に処刑された。
宣武帝の死後、霊太后が元愉の子女を皇族の籍にもどし、元愉を臨洮王に追封し、楊奥妃を臨洮王妃に追封した。535年、息子の元宝炬が西魏の皇帝に擁立されると、楊奥妃に皇后が追贈された。

## 子女
- 元宝月
- 元宝暉（幼主元釗の父）
- 元宝炬（西魏の文帝）
- 元宝明
- 元明月（遺腹の娘、平原公主）

## 伝記資料
- 『魏書』巻22 列伝第10
- 『臨洮王妃楊氏墓志銘』